# Olchon
Olchon (russisch: Ольхон, auch: Ol'chon) ist eine an der Westseite des Baikalsees gelegene Insel.

## Geografie
Olchon ist mit einer Fläche von 730 km² bei einer Länge von 72 km und einer durchschnittlichen Breite von 10 km (maximale Breite 13,7 km) die größte Insel des Baikalsees. Die Berge der Insel werden aus archaischen Gneisen, Graniten, Quarziten und Marmor gebildet und erreichen im Nordosten eine Höhe von 1274 Metern (Berg Schima). Charakteristisch für die Insel sind starke nordwestliche Fallwinde, hier Sarma genannt.
Die Insel gehört zum Siedlungsgebiet der Burjaten, verwaltungstechnisch heute jedoch zum Rajon Olchonski der Oblast Irkutsk mit Sitz im 40 km vom Südende der Insel entfernt auf dem Festland gelegenen Dorf Jelanzy. Aus dem Burjatischen stammt auch die Bezeichnung Ol'chon. Die genaue Übersetzung ist nicht bekannt, teilweise wird der Name mit „Wäldchen“ übersetzt, teilweise jedoch auch mit „trocken“ oder „dürr“. Beide Übersetzungen haben ihre Berechtigung, denn die Insel ist landschaftlich außerordentlich reizvoll und abwechslungsreich. Der Südwesten der Insel ist von Lärchenwäldern bedeckt, während der Nordosten von den Ausläufern der Tageran-Steppe geprägt wird. Der Hauptort der Insel, Chuschir, liegt an der Westküste etwa in Inselmitte.
Die ein bis zwei Kilometer breite Seestraße von Olchon trennt die Insel vom Westufer des Sees. Unmittelbar nördlich des Nordkaps der Insel (Kap Choboi) auf dem Breitengrad 53° 30′ (genaue Ost-West-Richtung) befindet sich mit 95,9 Kilometern, die breiteste Stelle des Baikalsees. Dort vereinigen sich die Bucht westlich Olchon, das „Kleine Meer“ (russ. Малое море) und der offene Baikalsee, das „Große Meer“ (Большое море), während die Halbinsel Swjatoi Nos (Heilige Nase) am Ostufer des Sees erst weiter nördlich hervorragt. Nordöstlich der Insel Olchon liegt die tiefste Stelle des Baikalsees.

## Bevölkerung
Auf Olchon leben knapp 1700 Menschen (Stand 2014), welche größtenteils burjatischer Abstammung sind. Die neun Ortschaften der Insel bilden zusammen die Stadtgemeinde (gorodskoje posselenije) Chuschirskoje mit Sitz in der Siedlung städtischen Typs Chuschir, wo mit 1350 Einwohnern die überwiegende Mehrheit der Inselbevölkerung lebt. Die weiteren Orte sind die Dörfer (derewnja) Chadai (3 ständige Einwohner), Chalgai (46), Charanzy (97), Jalga (90) und Maly Chuschir (60), die Siedlungen Pestschanaja (8) und bei der Forschungsstation Usury (9) sowie der Hof (saimka) Ussyk (3, alle Angaben gemäß Volkszählung 2010).
Hauptnahrungsquelle sind Fische, vorrangig der Omul, welcher auf der Insel in jeder erdenklichen Form zubereitet wird.

## Infrastruktur
Olchon wurde erst 2005 an das Stromnetz angeschlossen, vorher konnte Strom lediglich mit (Diesel-)Generatoren erzeugt werden. Gleichzeitig wurde auch eine Mobilfunkantenne aufgestellt. Fließendes Wasser gibt es jedoch bis heute noch nicht (Stand: März 2017). Die Bewohner versorgen sich direkt aus dem Baikalsee, dessen Wasser Trinkwasserqualität hat. Die ehemalige Fischfabrik in Chuschir ist stillgelegt. Zum Südostende der Insel besteht regelmäßiger Fährverkehr.

## Sehenswürdigkeiten und Tourismus

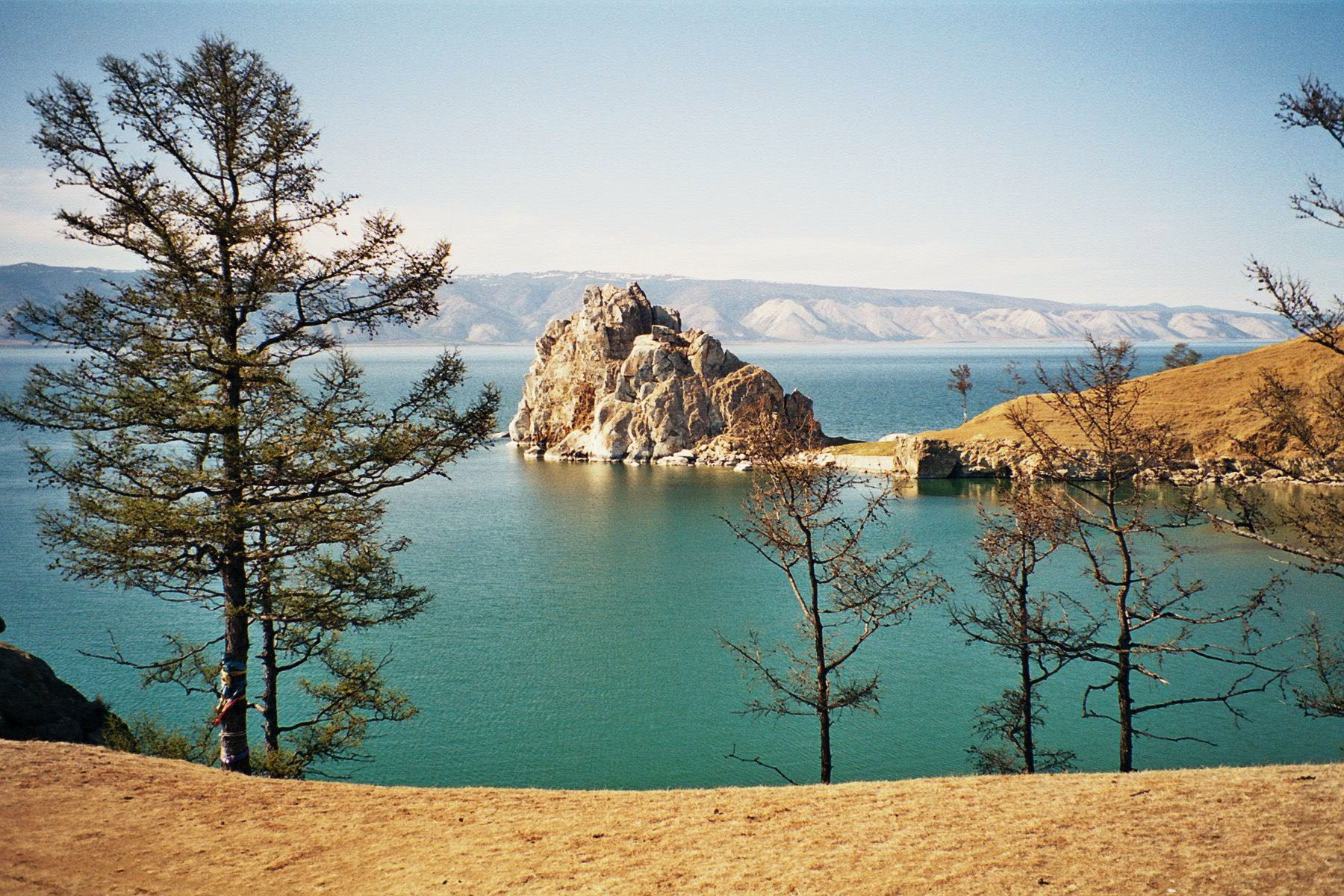
Schamanenfelsen

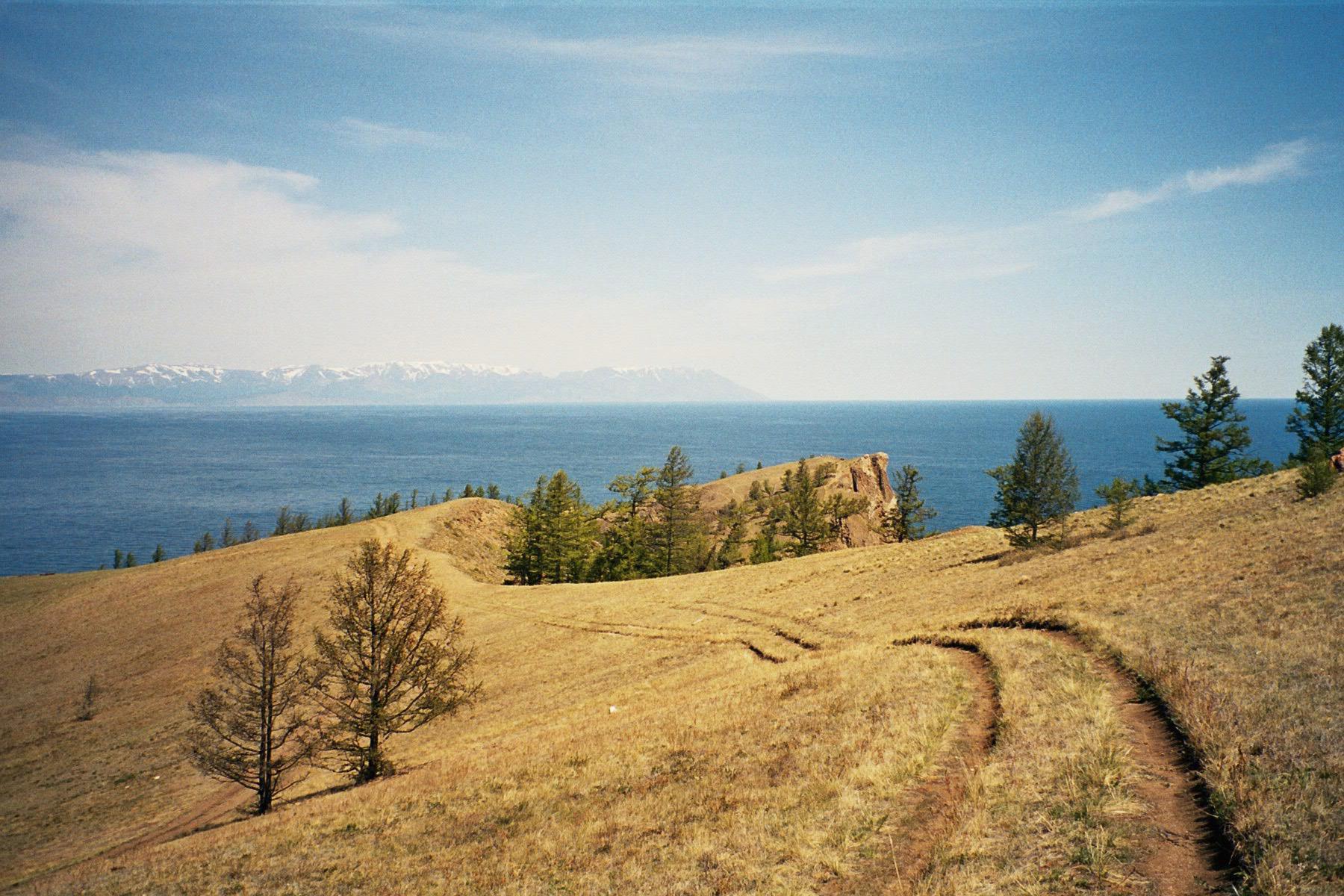
Kap Choboi

Bekannteste Sehenswürdigkeit von Olchon sind der heilige Schamanenfelsen (скала Шаманка, Skala Schamanka) unweit nördlich von Chuschir, der als heilige Stätte der Burjaten gilt und früher für Schamanenrituale genutzt wurde. Die Insel bietet im weiteren Verlauf nach Norden teilweise spektakuläre Steilküstenabschnitte, die sich bis zum nördlichen Kap Choboi hinziehen. Nördlich Chuschir gibt es keine befestigten Straßen mehr. Dieser Teil der Insel ist daher nur mit geländegängigen Fahrzeugen befahrbar, die für Touristen jedoch samt Fahrer zur Verfügung stehen.
Olchon erlebte im letzten Jahrzehnt aufgrund seiner vielfältigen Landschaft und einer relativen Abgeschiedenheit einen stetig steigenden Tourismusandrang, wodurch dieser Wirtschaftszweig für die Bevölkerung und das Wirtschaftsleben erheblich an Bedeutung gewonnen hat.
Der breiten Öffentlichkeit in Deutschland wurde der Ort vor allem durch die ZDF-Dokumentation „Sternflüstern: Das Sibirienabenteuer“ (2004) bekannt, in der zwei deutsche Familien für fünf Monate versuchten, dort wie die Einheimischen zu leben.